# Retifisme

Schoenfetisjisme - Rode beenhoge lakschoenen

Retifisme of schoenfetisjisme is de fetisj waarbij door personen seksuele opwinding wordt beleefd door schoenen.

## Concept
Bij een schoenfetisjisme kan iemand opgewonden raken wanneer men in gedachten, via beeldmateriaal of in het echt geconfronteerd wordt met schoenen.
Het komt geregeld voor dat fetisjisten er pas op latere leeftijd achter komen dat ze niet de enige zijn. Vaak wordt er een link gelegd met ervaringen die zijn opgedaan in de jeugd. Een voorbeeld hiervan is dat als een jongen een dominante moeder heeft gehad die vaak hooggehakte laarzen droeg, de betreffende jongen hier later een fetisj aan over zou kunnen houden.
De naam is afkomstig van de Frans schrijver Nicolas-Edme Rétif (Restif de la Bretonne).